# Bloedbad van Mergosono
Het bloedbad van Mergosono (Indonesisch: Tragedi Mergosono) werd op 31 juli 1947 tijdens de Indonesische Onafhankelijkheidsoorlog gepleegd door Indonesische revolutionairen tegen leden van de Chinese gemeenschap van Mergosono in Malang, Oost-Java. 30 Chinese mannen en vrouwen werden beschuldigd van spionage voor de Nederlandse koloniale autoriteiten en werden opgepakt, gemarteld en verbrand voordat ze werden begraven in een voormalige noedelfabriek. De lichamen werden op 3 augustus van datzelfde jaar herbegraven in een massagraf.

## Slachtoffers
De identiteit van 24 slachtoffers werd verstrekt door de lokale afdeling van de Chung Hua Tsung Hui. De overige zes slachtoffers blijven onbekend.
1. Sie Bian Kiet (als voetballer beter bekend als Freddy Sie)
2. Sie Bian Ten
3. Tan Soen Seng
4. Tan Teng San
5. mevrouw Tan Teng San
6. Koo Pan Tjo
7. Kwee Giok Tjhoen
8. Oen Nam Tjing
9. Koo Siam Tjo
10. Kwee Keh Tien
11. Kwee Lian Sie
12. mevrouw Kwee Lian Sie
13. Nie Swan Hwie
14. Nyonya Kwee Swan Hwie
15. Tan Ting Siang
16. Yap Tian Seng
17. Yap Kong Ing
18. Tan Thing Lien
19. Tan Siang Soen
20. Yap Khik Hien
21. Yap Tie Wan
22. Go Siong Kie
23. Lay Tjoen Hien
24. Go Yauw Khing